# Liste der Baudenkmäler in Burgau
Auf dieser Seite sind die Baudenkmäler in der schwäbischen Stadt Burgau zusammengestellt. Diese Tabelle ist eine Teilliste der Liste der Baudenkmäler in Bayern. Grundlage ist die Bayerische Denkmalliste, die auf Basis des Bayerischen Denkmalschutzgesetzes vom 1. Oktober 1973 erstmals erstellt wurde und seither durch das Bayerische Landesamt für Denkmalpflege geführt wird. Die folgenden Angaben ersetzen nicht die rechtsverbindliche Auskunft der Denkmalschutzbehörde.
 Diese Liste gibt den Fortschreibungsstand vom 21. März 2014 wieder und enthält 54 Baudenkmäler.

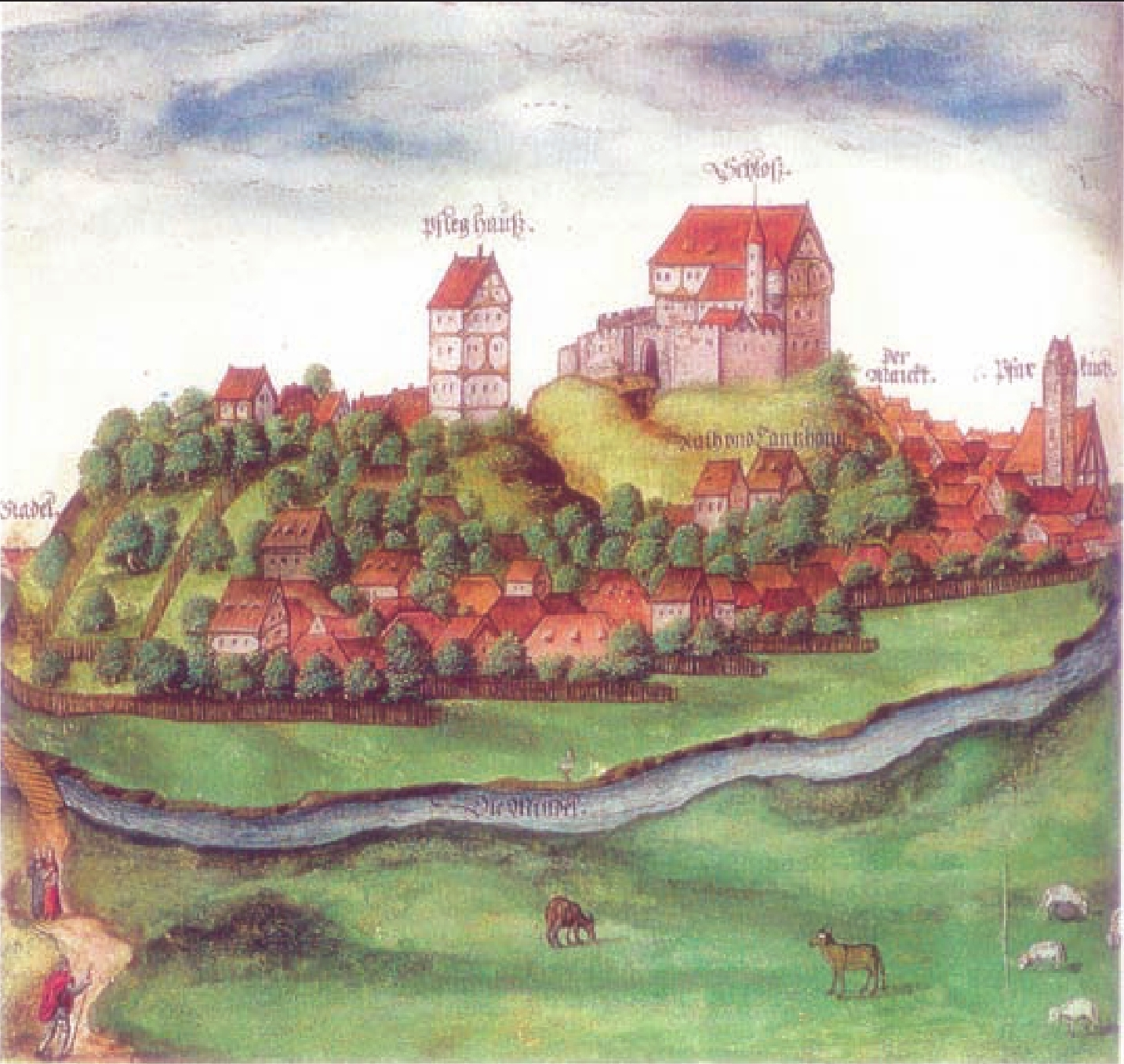
Stadtsilhouette von Burgau

## Ensembles

### Ensemble Altstadt Burgau
Um die in der Anlage aus dem Hochmittelalter stammende, 1147 erstmals genannte Burg entwickelte sich gegen 1300 ein Marktort.
Den steilen Burgberg, der gegen Süden durch einen tiefen Halsgraben vom Höhenzug westlich des Mindeltals abgetrennt ist, umschließt konzentrisch als halbe Ellipse der Zug der Norbert-Schuster-Straße sowie der Stadtstraße, der mit der nördlichen Erweiterung des Kirchplatzes den Ortskern bildet. Er besaß neben der stark befestigten Burg keine eigenen Mauern und war schon vor dem 16. Jahrhundert nur durch zwei Tore abgeschlossen, von denen eines, der sogenannte Blockhausturm, in der Form von 1614 erhalten ist. Auf dieser sich im Grundriss noch klar abzeichnenden mittelalterlichen Grundlage erheben sich die Bürgerhäuser des 16.–18. Jahrhundert, meist giebelständig zur Straße ausgerichtet und überragt von der 1704 stark erneuerten Burg und der stattlichen Pfarrkirche von 1789.
Aktennummer: E-7-74-121-1

## Baudenkmäler nach Ortsteilen

### Burgau
| Lage                                                | Objekt                                                | Beschreibung | Akten-Nr.              | Bild                                             |
| --------------------------------------------------- | ----------------------------------------------------- | --- | ---------------------- | ------------------------------------------------ |
| Augsburger Straße 23 (Standort)                     | Ehemals Villa Leuze                                   | zweigeschossige Fabrikantenvilla mit Halbwalmdach, Erkern und Zwerchgiebel, Jugendstil, von Jack und Wanner (Augsburg), 1907 | D-7-74-121-56 Wikidata | BW                                               |
| Friedhofstraße (Standort)                           | Ehemals Votivkapelle, Dreifaltigkeitskapelle          | querrechteckiger Bau mit Satteldach und korbbogiger Öffnung, um 1800, Vordach 1950; mit Ausstattung | D-7-74-121-1 Wikidata  | weitere Bilder                                   |
| Gerichtsweg 8 (Standort)                            | Ehemals Amtsgericht und Gefängnis, jetzt Rathaus      | dreigeschossiger Bau mit flachem Walmdach, Eckrisaliten und Putzgliederung, Neurenaissance, 1880 | D-7-74-121-2 Wikidata  | Ehemals Amtsgericht und Gefängnis, jetzt Rathaus |
| Gerichtsweg 10 (Standort)                           | Wohnhaus                                              | zweigeschossiger Satteldachbau mit verputztem Fachwerkgiebel, klassizistisch, Ende 18. Jahrhundert | D-7-74-121-3 Wikidata  | BW                                               |
| Käppelestraße 1 (Standort)                          | Wohnhaus                                              | zweigeschossiges Eckhaus mit Mansardgiebeldach, Flacherker und Zwerchgiebel, Ende 18./Anfang 19. Jahrhundert | D-7-74-121-4 Wikidata  | BW                                               |
| Käppelestraße 11 (Standort)                         | Gasthaus zur Post                                     | zweigeschossiger, traufseitiger Satteldachbau mit Zwerchgiebel, Klassizismus, Ende 18. Jahrhundert, 1898 erweitert | D-7-74-121-5 Wikidata  | weitere Bilder                                   |
| Käppelestraße 32 (Standort)                         | Ehemaliges Ackerbürgerhaus                            | zweigeschossiger Satteldachbau mit giebelseitig vorkragendem Obergeschoss und Giebel in verputztem Fachwerk, 17./18. Jahrhundert | D-7-74-121-52 Wikidata | BW                                               |
| Käppelestraße 34 (Standort)                         | Friedhofskapelle St. Leonhard                         | Chorturmkapelle, pilastergegliederter Saalbau mit eingezogenem Chor und Turm mit Zwiebelhaube, von Georg Kraus, 1667/68; mit Ausstattung | D-7-74-121-7 Wikidata  | weitere Bilder                                   |
| Käppelestraße 34 (Standort)                         | Friedhofsmauer                                        | mit rundbogigen Torbögen mit gesprengten Giebeln und ädikulaartigen Aufsätzen, 1726 | D-7-74-121-7 Wikidata  | BW                                               |
| Kapuzinerstraße 7 (Standort)                        | Wohnhaus                                              | zweigeschossiger Satteldachbau mit Giebel mit kräftigen Geschossprofilen, 18. Jahrhundert, Erdgeschoss stark erneuert | D-7-74-121-8 Wikidata  | BW                                               |
| Kapuzinerstraße 9 (Standort)                        | Ehemalige Kapuzinerkirche                             | Saalbau mit Satteldach, 1729 (dendrologisch datiert), jetzt profaniert; Ehemaliges Kapuzinerhospiz, zweigeschossige Dreiflügelanlage, im Kern Anfang 18. Jahrhundert | D-7-74-121-9 Wikidata  | BW                                               |
| Kirchplatz 6 (Standort)                             | Katholische Pfarrkirche Mariä Himmelfahrt             | Saalbau mit eingezogenem Chor und südlichem Turm mit Zwiebelhaube, Turmunterbau 1425, Oktogon und Zwiebelhaube von Georg Meitinger 1630, Langhaus und Chor nach Plänen von Kaspar Zengerle, 1788–1790; mit Ausstattung | D-7-74-121-12 Wikidata | weitere Bilder                                   |
| Kirchplatz 10 (Standort)                            | Wohnhaus                                              | zweigeschossiger, giebelständiger Satteldachbau mit Schweifgiebel, Anfang 19. Jahrhundert | D-7-74-121-14 Wikidata | Wohnhaus                                         |
| Kochstraße 25 (Standort)                            | Wohnteil                                              | eines ehemaligen Ackerbürgerhauses, zweigeschossiger, giebelständiger Satteldachbau mit umlaufendem profiliertem Traufgesims, über älterem Kern erneuert um 1813 | D-7-74-121-53 Wikidata | BW                                               |
| Landrichter-von-Brück-Straße 2 (Standort)           | Evangelisch-lutherische Christuskirche                | kubischer Bau in Sichtziegelbauweise über quadratischem Grundriss, mit Flachdach und Laternenpyramide, nördlich angefügt Sakristei, über Eck gestellter quadratischer Flachdachbau, freistehender Campanile, spitze Betonnadel über dreieckigem Grundriss, nach Plänen von Friedhelm Amslinger Kirche und Sakristei, 1957/58, Campanile, 1959; mit Ausstattung. | D-7-74-121-64          | BW                                               |
| Mühlstraße 5 (Standort)                             | Wohnhaus                                              | zweigeschossiger, giebelständiger Satteldachbau mit Fachwerkobergeschoss, 18. Jahrhundert | D-7-74-121-15          | Wohnhaus                                         |
| Mühlstraße 19 (Standort)                            | Wohnhaus                                              | zweigeschossiger, giebelständiger Satteldachbau mit Schweif- bzw. Treppengiebel, Anfang 19. Jahrhundert | D-7-74-121-16 Wikidata | weitere Bilder                                   |
| Norbert-Schuster-Straße 5 (Standort)                | Wohnhaus                                              | zweigeschossiger, giebelständiger Satteldachbau mit Geschossprofilen und Ostgiebel Fachwerk, um 1793, im Kern älter | D-7-74-121-17 Wikidata | BW                                               |
| Norbert-Schuster-Straße 6 (Standort)                | Ehemaliges Gasthaus zum Engel                         | jetzt Wohn- und Geschäftshaus, zweigeschossiger, giebelständiger Satteldachbau, im Kern spätgotisch, äußere Erscheinung um 1900 | D-7-74-121-18 Wikidata | BW                                               |
| Norbert-Schuster-Straße 8 (Standort)                | Ehemals Stadtschreiberei und Amtshaus, jetzt Wohnhaus | zweigeschossiger, giebelständiger Satteldachbau mit neugotischem Ziergiebel, 1727/28, Äußeres um 1907; mit Ausstattung | D-7-74-121-19 Wikidata | BW                                               |
| Norbert-Schuster-Straße 11 (Standort)               | Schloss, jetzt Heimatmuseum                           | dreigeschossiger, Walmdachbau mit Zwerchhaus, von Simpert Kraemer, Neubau bis 1720 unter Verwendung mittelalterlicher Teile | D-7-74-121-20 Wikidata | weitere Bilder                                   |
| Norbert-Schuster-Straße 11 (Standort)               | Torbau und Nebengebäude                               | erdgeschossiger Walmdachbau mit korbbogiger Durchfahrt, wohl gleichzeitig | D-7-74-121-20 Wikidata | Torbau und Nebengebäude                          |
| Norbert-Schuster-Straße 11 (Standort)               | Mauer                                                 | wohl gleichzeitig | D-7-74-121-20 Wikidata | BW                                               |
| Schmiedberg 5 (Standort)                            | Ehemalige Bandweberei                                 | zweigeschossiger Walmdachbau mit Eckrustika und Gesimsbändern, spätklassizistisch, 1842 | D-7-74-121-22 Wikidata | BW                                               |
| Stadtstraße (Standort)                              | Brunnen mit Figur Maria vom Siege                     | Sandstein, von Franz Schäfferle, bezeichnet mit dem Jahr 1731, Röhrenkasten in Eisen, 1867 | D-7-74-121-23 Wikidata | Brunnen mit Figur Maria vom Siege                |
| Stadtstraße 1 (Standort)                            | Wohnhaus                                              | zweigeschossiger Satteldachbau mit Schweifgiebel und Eckerker, nach 1904, im Kern älter | D-7-74-121-24 Wikidata | BW                                               |
| Stadtstraße 2 (Standort)                            | Blockhausturm                                         | Stadttor, quadratischer Unterbau mit oktogonalem Aufbau und Zwiebelhaube, von Antonio Serro, 1614 | D-7-74-121-25 Wikidata | weitere Bilder                                   |
| Stadtstraße 3 (Standort)                            | Ehemals Gasthof zur Krone                             | zweigeschossiger Eckbau mit Satteldach, gegliederter Giebelfassade, Wellengiebel mit Zierobelisken und Hausmadonna, um 1700 | D-7-74-121-26 Wikidata | BW                                               |
| Stadtstraße 4 (Standort)                            | Wohn- und Geschäftshaus                               | zweigeschossiger Eckbau mit Satteldach, Schweifgiebel und Gesimsgliederung, 1. Hälfte 18. Jahrhundert | D-7-74-121-27 Wikidata | BW                                               |
| Stadtstraße 5 (Standort)                            | Wohn- und Geschäftshaus                               | zweigeschossiger, giebelständiger Bau mit Frackdach und Firstaufsatz, spätes 15. Jahrhundert/frühes 16. Jahrhundert, Erweiterung 19. Jahrhundert | D-7-74-121-28 Wikidata | BW                                               |
| Stadtstraße 6 (Standort)                            | Altes Rathaus                                         | zweigeschossiger, traufständiger Satteldachbau mit Zwerchgiebeln, Giebelprofilen und Uhrtürmchen mit Zwiebelhaube, von Valerian Brenner, 1709/11; mit Ausstattung | D-7-74-121-29 Wikidata | weitere Bilder                                   |
| Stadtstraße 7 (Standort)                            | Ehemaliges Gasthaus goldener Adler                    | später Mädchenschule, dreigeschossiger Giebelbau mit Satteldach und teils gesprengten Giebelgesimsen, im Kern 1730, Umbau zur Schule 1864; mit Ausstattung | D-7-74-121-30 Wikidata | BW                                               |
| Stadtstraße 9 (Standort)                            | Wohn- und Geschäftshaus                               | dreigeschossiger Walmdachbau mit Zwerchhaus, 18. Jahrhundert | D-7-74-121-31 Wikidata | BW                                               |
| Stadtstraße 14 (Standort)                           | Wohnhaus                                              | zweigeschossiger, giebelständiger Satteldachbau mit verputztem Fachwerkgiebel und Giebelgesimsen, im Kern aus zwei mittelalterlichen Häusern bestehend, Zusammenlegung und Umbau um 1545 (dendrologisch datiert), Umbau Erdgeschoss um 1900 | D-7-74-121-32 Wikidata | BW                                               |
| Stadtstraße 15 (Standort)                           | Ehemals Lammbrauerei und Gasthof Lamm                 | zweigeschossiger, giebelständiger Satteldachbau mit Schweifgiebel, Eckerker und rückwärtig anschließendem Brauereigebäude mit Satteldach, Gasthof barockisierend 1911/12, Brauerei modern-klassizisierend 1924 | D-7-74-121-33 Wikidata | weitere Bilder                                   |
| Stadtstraße 16 (Standort)                           | Wohnhaus                                              | zweigeschossiger Walmdachbau mit Gesimsgliederung, 18. Jahrhundert | D-7-74-121-34 Wikidata | BW                                               |
| Stadtstraße 17 (Standort)                           | Apotheke                                              | zweigeschossiger, giebelständiger Satteldachbau mit Schweifgiebel, um 1766, seit 1773 Apotheke | D-7-74-121-35 Wikidata | BW                                               |
| Stadtstraße 42 (Standort)                           | Wohnhaus                                              | zweigeschossiger, giebelständiger Satteldachbau mit Firstaufsatz, Figuren und Reliefs an der Fassade, um 1870 | D-7-74-121-36 Wikidata | BW                                               |
| Wallensteinstraße 1; Wallensteinstraße 3 (Standort) | Kalvarienberg                                         | Loreto-Kapelle, Saalbau mit flachem Chorschluss, steilem Satteldach, Dachreiter mit Zeltdach und Kalvarienberggruppe, anstelle des Pfleghauses errichtet 1692, Überformung um 1800; mit Ausstattung | D-7-74-121-21 Wikidata | BW                                               |
| Wallensteinstraße 1; Wallensteinstraße 3 (Standort) | Kalvarienberg                                         | 14 Kreuzwegstationen, Nischenbauten mit Satteldach und umlaufendem, profiliertem Gesims, teilweise eingelassen, 1741 | D-7-74-121-21 Wikidata | BW                                               |
| Wallensteinstraße 1; Wallensteinstraße 3 (Standort) | Kalvarienberg                                         | Ölbergkapelle, breitgelagerter Rechteckbau mit Schweifgiebel, wohl 18. Jahrhundert; mit Ausstattung | D-7-74-121-21 Wikidata | BW                                               |
| Wallensteinstraße 1; Wallensteinstraße 3 (Standort) | Kalvarienberg                                         | Station XV, breitgelagerter, pilastergerahmter Nischenbau mit Schweifgiebel und seitlich angebauter Nische mit Geiselheiland, wohl 18. Jahrhundert | D-7-74-121-21 Wikidata | BW                                               |
| Wallensteinstraße 10 (Standort)                     | Ehemals Zehntstadel                                   | zweigeschossiger, giebelständiger Satteldachbau mit Putzgliederung, im Kern 18. Jahrhundert, Umbau um 1860, Fassadengliederung um 1900 | D-7-74-121-54 Wikidata | BW                                               |
| Wallensteinstraße 11 (Standort)                     | Ehemaliges Benefiziatenhaus                           | zweigeschossiger, giebelständiger Satteldachbau, um 1870 | D-7-74-121-55 Wikidata | BW                                               |

### Großanhausen
| Lage                                    | Objekt                                  | Beschreibung | Akten-Nr.              | Bild |
| --------------------------------------- | --------------------------------------- | --- | ---------------------- | ---- |
| Bürgermeister-Mader-Straße 4 (Standort) | Ehemals Gasthaus                        | zweigeschossiger Satteldachbau mit Schweifgiebel und Firstaufsatz, Ende 18. Jahrhundert                                        | D-7-74-121-38 Wikidata | BW   |
| Hammerstetter Straße 17 (Standort)      | Bildstock                               | quadratischer Pfeiler mit Rundbogennische, 18. Jahrhundert                                                                     | D-7-74-121-39 Wikidata | BW   |
| Hammerstetter Straße 18 (Standort)      | Katholische Filialkirche Mariä Opferung | Saalbau mit dreiseitig geschlossenem Chor und Westturm mit Zwiebelhaube, Chor gotisch, Langhaus und Turm 1795; mit Ausstattung | D-7-74-121-40 Wikidata | BW   |
| Hammerstetter Straße 18 (Standort)      | Friedhofsmauer                          | | D-7-74-121-40 Wikidata | BW   |

### Kleinanhausen
| Lage                        | Objekt                         | Beschreibung                                                                                               | Akten-Nr.              | Bild |
| --------------------------- | ------------------------------ | --- | ---------------------- | ---- |
| Gangolfstraße 12 (Standort) | Katholische Kirche St. Gangolf | Saalbau mit eingezogenem Chor und nördlichem Turm mit Zeltdach, wohl Ende 17. Jahrhundert; mit Ausstattung | D-7-74-121-41 Wikidata | BW   |

### Limbach
| Lage                                        | Objekt                              | Beschreibung | Akten-Nr.              | Bild           |
| ------------------------------------------- | ----------------------------------- | --- | ---------------------- | -------------- |
| Bürgermeister-Hindelang-Straße 1 (Standort) | Pfarrhaus                           | zweigeschossiger Fachwerkbau mit Satteldach, um 1630, Umbau 1875                                                                                               | D-7-74-121-42 Wikidata | BW             |
| Pfarrer-Völk-Straße 12 (Standort)           | Katholische Pfarrkirche St. Stephan | Saalbau mit eingezogenem Chor und südlichem Turm mit Zwiebelhaube, 1503, Turmerhöhung und Umbau 1680/90, Umbau durch Joseph Dossenberger 1755; mit Ausstattung | D-7-74-121-43 Wikidata | weitere Bilder |

### Oberknöringen
| Lage                          | Objekt                           | Beschreibung                                                                               | Akten-Nr.              | Bild                             |
| ----------------------------- | -------------------------------- | ------------------------------------------------------------------------------------------ | ---------------------- | -------------------------------- |
| Binsentalstraße 14 (Standort) | Katholische Kapelle St. Antonius | Saalbau mit leicht eingezogenem Schluss und Dachreiter mit Zeltdach, 1765; mit Ausstattung | D-7-74-121-45 Wikidata | Katholische Kapelle St. Antonius |

### Unterknöringen
| Lage                              | Objekt                                        | Beschreibung | Akten-Nr.              | Bild                                          |
| --------------------------------- | --------------------------------------------- | --- | ---------------------- | --------------------------------------------- |
| Knöringer Kirchplatz 5 (Standort) | Katholische Pfarrkirche St. Martin            | Saalbau mit eingezogenem Chor und nördlichem Turm mit Giebeln, von Meister Moritz von Mindelheim, 1481/84; mit Ausstattung | D-7-74-121-46 Wikidata | weitere Bilder                                |
| Knöringer Kirchplatz 5 (Standort) | Seelenkapelle zur Schmerzhaften Muttergottes  | Rechteckbau mit dreiseitigem Schluss, 1846; mit Ausstattung                                                                | D-7-74-121-46 Wikidata | Seelenkapelle zur Schmerzhaften Muttergottes  |
| Knöringer Kirchplatz 5 (Standort) | Dreifaltigkeitskapelle                        | Grablege der Freiherren von Freyberg, Rechteckbau mit dreiseitigem Schluss und getrepptem Giebel, 1878; mit Ausstattung    | D-7-74-121-46 Wikidata | BW                                            |
| Knöringer Kirchplatz 5 (Standort) | Teil der Friedhofsummauerung mit Friedhofstor | stichbogig mit kräftigen Profilen, bekrönt von Figurenädikula, Anfang 18.;Jahrhundert                                      | D-7-74-121-46 Wikidata | Teil der Friedhofsummauerung mit Friedhofstor |
| Von-Freyberg-Straße 11 (Standort) | Ehemalige Wasserburg der Herren von Knöringen | jetzt Schloss der Freiherren von Freyberg, dreigeschossiger Giebelbau mit Satteldach, um 1600                              | D-7-74-121-50 Wikidata | Ehemalige Wasserburg der Herren von Knöringen |

## Ehemalige Baudenkmäler
In diesem Abschnitt sind Objekte aufgeführt, die früher einmal in der Denkmalliste eingetragen waren, jetzt aber nicht mehr. Objekte, die in anderem Zusammenhang also z. B. als Teil eines Baudenkmals weiter eingetragen sind, sollen hier nicht aufgeführt werden. Aktennummern in diesem Abschnitt sind ehemalige, jetzt nicht mehr gültige Aktennummern.

| Lage                                 | Objekt                         | Beschreibung                                              | Akten-Nr.              | Bild        |
| ------------------------------------ | ------------------------------ | --------------------------------------------------------- | ---------------------- | ----------- |
| Burgau Kapuzinerstraße 13 (Standort) | Geschnitzte Haustür und Treppe | Ende 18. Jahrhundert, aus dem ehemaligen Gasthaus Krone   | D-7-74-121-10 Wikidata | BW          |
| Burgau Kirchplatz 2 (Standort)       | Wohnhaus                       | im Kern 18. Jahrhundert                                   | D-7-74-121-11 Wikidata | BW          |
| Burgau Kirchplatz 8 (Standort)       | Hausmadonna                    | um 1730                                                   | D-7-74-121-13 Wikidata | Hausmadonna |
| Burgau Tellerstraße 15 (Standort)    | Wohnhaus                       | Giebelbau mit Profilen und Zinnen, Anfang 19. Jahrhundert | D-7-74-121-37 Wikidata | BW          |

## Abgegangene Baudenkmäler
In diesem Abschnitt sind Objekte aufgeführt, die früher einmal in der Denkmalliste eingetragen waren, jetzt aber nicht mehr existieren, z. B. weil sie abgebrochen wurden. Aktennummern in diesem Abschnitt sind ehemalige, jetzt nicht mehr gültige Aktennummern.

| Lage                             | Objekt   | Beschreibung | Akten-Nr.              | Bild |
| -------------------------------- | -------- | --- | ---------------------- | ---- |
| Burgau Stadtstraße 57 (Standort) | Wohnhaus | zwei- bzw. viergeschossiger Bau in Hanglage mit Gesimsgliederung und einseitig abgewalmtem Satteldach, wohl Mitte 18. Jahrhundert, später verändert; abgebrochen im November 2024 | D-7-74-121-63 Wikidata | BW   |